# Монтеакуто (Бреша)
Монтеакуто је насеље у Италији у округу Бреша, региону Ломбардија.
Према процени из 2011. у насељу је живело 236 становника. Насеље се налази на надморској висини од 184 м.